# Barter 6
Barter 6 è il mixtape commerciale di debutto del rapper statunitense Young Thug, pubblicato il 17 aprile 2015 attraverso le etichette discografiche 300 Entertainment e Atlantic Records.
Il mixtape ottiene recensioni miste e riscuote un buon successo commerciale, vendendo 17.000 copie nella prima settimana.
| Recensione    | Giudizio |
| ------------- | -------- |
| AllMusic      | [ 1 ]    |
| Billboard     | [ 6 ]    |
| Complex       | [ 7 ]    |
| Spin          | [ 8 ]    |
| Consequence   | C+       |
| Pitchfork     | [ 10 ]   |
| RapReviews    | [ 11 ]   |
| HipHopDX      | [ 12 ]   |
| Rolling Stone | [ 13 ]   |
| XXL           | [ 14 ]   |

## Tracce
1. Constantly Hating (featuring Birdman) – 4:27 (testo: Jeffrey Williams, Wesley Glass, Bryan Williams – musica: Wheezy)
2. With That (featuring Duke) – 3:22 (testo: J. Williams, London Holmes – musica: London on da Track)
3. Can't Tell (featuring T.I. & Boosie Badazz) – 6:08 (testo: J. Williams, Holmes, Clifford Harris, Jr., Torrence Hatc – musica: London on da Track)
4. Check – 3:50 (testo: J. Williams, Holmes – musica: London on da Track)
5. Never Had It (featuring Young Dolph) – 4:14 (testo: J. Williams, Glass, Adolph Thornton, Jr. – musica: Wheezy)
6. Dream (featuring Yak Gotti) – 3:01 (testo: J. Williams, Glass, Deamonte Kendrick – musica: Wheezy)
7. Dome (featuring Duke) – 3:51 (testo: J. Williams, Glass, Martinez Arnold – musica: Wheezy)
8. Halftime – 3:46 (testo: J. Williams, Kip Hilson – musica: Hilson)
9. Amazing (featuring Jacquees) – 3:38 (testo: J. Williams, Glass, Rodriquez Jacquees Broadnax, Albert McKay, Maurice White, Alta Willis – musica: Wheezy)
10. Knocked Off (featuring Birdman) – 3:16 (testo: J. Williams, B. Williams, Ricky Harrell, Jr., Glass – musica: Glass, Ricky Racks)
11. OD – 4:45 (testo: J. Williams, Glass – musica: Wheezy)
12. Numbers – 3:27 (testo: J. Williams, Holmes – musica: London on da Track)
13. Just Might Be – 3:53 (testo: J. Williams, Glass – musica: Wheezy)

## Classifiche
| Classifica (2015)         | Posizione massima |
| ------------------------- | ----------------- |
| UK R&B                    | 24                |
| Stati Uniti               | 22                |
| US Digital Albums         | 6                 |
| US Top Rap Albums         | 4                 |
| US Top R&B/Hip-Hop Albums | 5                 |